# Bulgaarse Grieks-Katholieke Kerk
De Bulgaarse Grieks-Katholieke Kerk (Bulgaars: българска гръко-католическа църква) is een met Rome geünieerde Kerk en behoort tot de oosters-katholieke kerken. De Byzantijnse ritus wordt gevolgd. De liturgische taal is Bulgaars. Deze kerk gebruikt de juliaanse kalender.

## Geschiedenis
Deze geünieerde Kerk is ontstaan in de 19de eeuw als reactie van een groep jonge intellectuelen tegen de toenemende "vergrieksing" van de Orthodoxe Kerk in Bulgarije.
In april 1861 benoemde paus Pius IX Joseph Sokolsky tot aartsbisschop voor de 'Bulgaarse katholieken van de Byzantijnse ritus'. Korte tijd later in juni 1861 verdween Sobolsky onder mysterieuze omstandigheden en bracht de rest van zijn leven door in een klooster in Kiev.
In 1870 werd een Bulgaars-orthodox exarchaat onder het patriarchaat van Constantinopel opgezet. Dit bracht mee dat vele 'Byzantijns katholieken' terugkeerden naar de Bulgaarse orthodoxie.
De meeste Byzantijns katholieken leefden toen in Thracië en Macedonië. Er werden in 1883 twee vicariaten gesticht, het vicariaat Thracië in Edirne en het vicariaat Macedonië  in Thessaloniki. Na de Balkanoorlogen van 1912 en 1913 vluchtten deze gelovigen naar het koninkrijk Bulgarije.
In 1926 reorganiseerde het Vaticaan de Bulgaarse Grieks-Katholieke Kerk: de twee vicariaten werden afgeschaft en er werd een Apostolisch exarchaat opgericht in Sofia.
Tijdens het communistisch bewind werd de Kerk vervolgd en werden de kerkeigendommen onteigend. 
Na de communistische periode kreeg de Kerk een deel van haar eigendommen terug.
De Bulgaarse Grieks-Katholieke Kerk telt ongeveer 10.000 gelovigen in Bulgarije.

## Huidige situatie
Het apostolisch exarchaat van Sofia werd op 11 oktober 2019 omgezet in een bisdom. De exarch, Christo Proykov, werd benoemd als eerste bisschop van het bisdom H. Johannes XXIII van Sofia.

## Katholieke Kerk van de Latijnse ritus in Bulgarije
De Katholieke Kerk van de Latijnse ritus telt in Bulgarije twee bisdommen namelijk het bisdom Sofia-Plovdiv en het bisdom Nicopolis die onder rechtstreeks gezag van de Heilige Stoel staan.